# Шарл VIII
Шарл VIII Любезния (на френски: Charles VIII, l’Affable; * 30 юни 1470; † 7 април 1498) е крал на Франция от 1483 до 1498 г. Шарл е кралят, който включва Франция в Италианските войни.

## Произход и наследник
Роден е в замъка Амбоаз и остава единственият син на крал Луи XI и втората му съпруга Шарлот Савойска, дъщеря на херцог Лудвиг Савойски, след като други техни четирима сина умират много млади. Шарл наследява трона след смъртта на баща си на 30 август 1483 г.
Болнав, Шарл е описван от съвременниците си като глупав и крайно неподходящ за ръководене на държавните дела. На външен вид е „с голяма глава, кръгли очи, дебели устни и голям увиснал нос, който почти опира в тях“.

## Крал на Франция

### Регентство
Тъй като става крал на 13 години, до навършване на пълнолетието му управлява като регент най-голямата му сестра Ан дьо Божо и съпруга ѝ Пиер II дьо Бурбон.
Херцог Орлеански, желаейки да присвои за себе си властта, сключва съюз с херцога на Бретан, Франсоа II и другите принцове, и започва война (получила названието Безумната война). Ла Тремойл разбива тяхната войска при Сент-Обине (1486) и взема в плен херцога. Херцогът на Бретан е задължен да заплати военната издръжка, отстъпва няколко погранични крепости и дава обещание да не омъжва своята дъщеря без съгласие на краля на Франция.

### Брак и присъединяване на Бретан
На 22 юли 1483 г. за Шарл VIII се договаря женитба с Маргарита Австрийска (1480 – 1530), тригодишната дъщеря на по-късния император на Свещената Римска империя Максимилиан I фон Хабсбург и Мария Бургундска. Бракът е уреден през 1482 г. от Луи XI и Максимилиан I. В качество на зестра към Франция преминават част от Артоа и Бургундия.
След няколко месеца, херцогът на Бретан умира. Наследява го неговата дъщеря – единадесетгодишната Анна Бретанска. Анна предлага ръката си на император Максимилиан I, и той се жени за нея задочно. Но Ан дьо Божо свиква събрание от богослови и юристи; те обявяват този брак за недействителен, и Шарл е претендент за ръката на херцогинята на Бретан. Ан дьо Божо съумява да привлече на своя страна бретанската аристокрация и херцог Луи Орлеански: Ла Тремойл нахлува в Бретан с армия, и херцогиня Анна е принудена да се съгласи на този брак. На 15 ноември 1491 година под формата на брачен договор се извършва присъединяване на Бретан към Франция. Това е последното автономно феодално владение в страната, от този момент тя може да се счита за обединена в политическо отношение.
На 6 декември 1491 г. Шарл се жени за Анна Бретанска, 15-годишната наследница на Бретанското херцогство. Анна не е доволна от брака си и пристига за венчавката с две легла, по едно за всеки един от съпрузите. Бракът обаче носи независимост на Шарл от роднините му и той ръководи държавата според собственото си виждане. Кралицата живее в Амбоаз и от брака им се раждат четири деца, които умират в ранна детска възраст. Това създава проблем, защото без деца и при евентуална смърт на Шарл тя може да омъжи повторно за друг владетел, с което съюза на Бретан с Франция може да се разтрогне.
През цялото време при двора е тринадесетгодишна Маргарита Австрийска. Тя е върната на баща си Максимилиан I заедно с нейната зестра – Нидерландия едва през 1493 г.

### Италиански войни
Всички маневри около присъединяването на Бретан подготвят Шарл VІІІ за голямото начинание на неговия живот – нахлуването в Италия. Наследявайки от баба си Мари д`Анжу претенцията за Кралство Неапол и насърчен от херцога на Милано Людовико Сфорца, Шарл VIII си въобразява, че може да превземе Неапол. Така той започва Италианските войни. Шарл сключва неизгодни договори с Австрия, Англия и Арагон и започва да събира войска за войната. Той влиза в Италия през 1494 и на 22 февруари 1495 г. достига Неапол, където е коронясан за крал. Същевременно обаче Венеция, Папството, Мантуа и Милано организират коалиция срещу него. Той се принуждава бързо да се изтегли на север. Пресрещнат е от италианците при Форново (6 юли 1495), но ги побеждава. В битката армията му изоставя обоза си и все пак трябва да се върне безславно във Франция. През следващите години той се опитва да събере нова войска, но е затруднен от големите си дългове, които натрупва заради първата война.

### Смърт и наследство
Шарл VІІІ се наранява при нещастен случай в замъка Амбааз след като удря силно главата си при преминаване през ниска врата, получава мозъчно сътресение и няколко часа по-късно умира. Това се случва на 7 април 1498 г., когато той е едва 27-годишен.
Завещава на наследника си големи задължения и безредие в държавата. Единственото положително нещо от италианската му кампания е развитието на френската култура под влияние на Италианския ренесанс. Тъй като и тримата му синове умират като деца с Шарл VIII загива старшата линия на династията Валоа и след смъртта му в Амбоаз, на трона се възкачва братовчед му херцог Луи Орлеански под името Луи XII.